# Ernő Nagy
Ernő Nagy   (Făget, 2 d'agost de 1898 - Budapest, 8 de desembre de 1977) fou un tirador d'esgrima hongarès que va competir durant les dècades de 1920 i 1930.
Especialista en el sabre, el 1932 va prendre part al Jocs Olímpics de Los Angeles, on va guanyar la medalla d'or en la prova del sabre per equips del programa d'esgrima.
En el seu palmarès també destaquen set campionats nacionals. Es retirà el 1938.